# Дальман, Эдуард
Эдуард Да́льман (нем. Eduard Dallmann; 11 марта 1830, Флете — 23 декабря 1896, Блументаль) — немецкий китобой, полярник, путешественник-первооткрыватель.

## Биография
Отец, Эдуард Дальман-старший (1786—1877), служил офицером в ганноверских уланах, выйдя в отставку приобрёл поместье в Шваневеде. Женился на Лусии Деетьен (1799—1837), происходившей из семьи моряка из Фегезака. Вскоре он продал поместье и переехал в рыбацкую деревню Флете на Нижнем Везере и устроился на работу оценщиком в администрации Блументаля.
Эдуард Дальман нанялся юнгой в 15 лет. 10 августа 1850 года он поступил на службу вторым рулевым на парусное судно «Отахайте» в Бремерхафене и почти четыре года провёл на китобойных промыслах в Арктике. В 36 лет Дальман уже служил капитаном и первым среди европейцев ступил на арктический остров Врангеля. Численность китов в северных морях сокращалась, и Эдуард Дальман согласился на предложение Германского полярного судоходства отправиться в плавание на барке «Гренландия» с целью разведки запасов китов и тюленей в Антарктике. Коммерческий успех этой китобойной экспедиции был скромен и лишь покрыл затраты, но географические открытия были значительными. Преследуя китов, Эдуард Дальман открыл пролив Бисмарка, канал Ноймайера и остров Кайзера Вильгельма.
В 1877—1884 годах Эдуард Дальман активно участвовал в хозяйственном освоении Сибири. Он несколько раз пытался доставить товары из Европы по Северному морскому пути к устьям сибирских рек Обь и Енисей, чтобы там загрузить в обратный путь доставленное баржами сибирское зерно и другую продукцию. Ледовые условия Карского моря позволили Дальману добиться успеха только в четырёх из семи экспедиций, и кредитор этих предприятий, бременский торговец Людвиг Кноп остановил финансирование этого проекта.

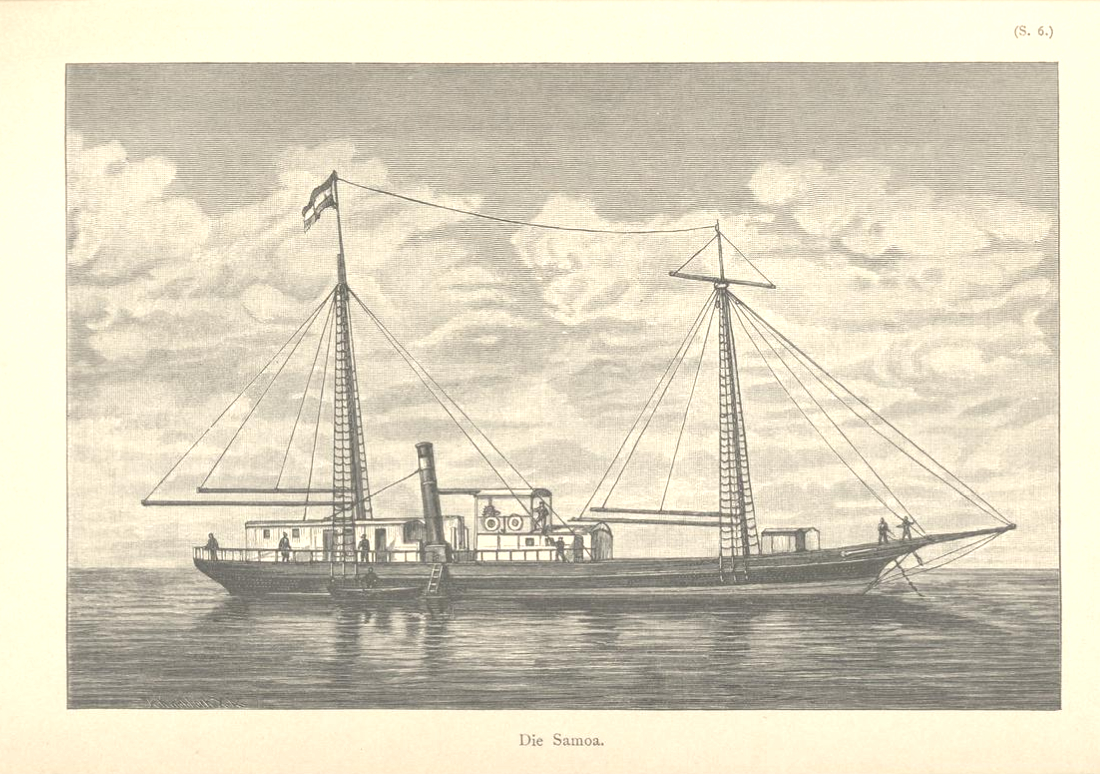
Пароход «Самоа»

В 1884 году Дальман участвовал в качестве морского специалиста в экспедиции Отто Финша к северному побережью Новой Гвинеи на пароходе «Самоа». 27 ноября 1884 года в присутствии Отто Финша и капитана Эдуарда Дальмана на так называемом «Флаговом полуострове» в Финшхафене был поднят германский флаг. Отто Финш и Эдуард Дальман в 1884—1885 годах совершили пять совместных экспедиций. Они открыли на острове Новая Гвинея Фридрих-Вильгельмсхафен, гавань Принца Генриха, гавани Адольфа и Финша, а также реку Императрицы Августы. На службе в Германской Новогвинейской компании Эдуард Дальман в 1887—1893 годах исследовал северное побережье Новой Гвинеи. Несколько проливов и островных групп были названы в его честь.
В Антарктиде в честь Эдуарда Дальмана были названы бухта Дальмана в архипелаге Палмера, нунатак Дальмана на восточном побережье Антарктического полуострова, подводная гора Дальмана в Южном океане и горы Дальмана на Земле Королевы Мод. Имя Эдуарда Дальмана также носит лаборатория Института полярных и морских исследований имени Альфреда Вегенера на острове Кинг-Джордж. В бременском районе Блументаль имя Эдуарда Дальмана носят улица и фонтан.